# باري باركلي
باري باركلي (بالإنجليزية: Barry Barclay)‏ هو مخرج نيوزلندي، ولد في 12 مايو 1944، وتوفي في 19 فبراير 2008 بسبب نوبة قلبية.

## وصلات خارجية
- باري باركلي على موقع IMDb (الإنجليزية)
- باري باركلي على موقع ألو سيني (الفرنسية)
- باري باركلي على موقع أول موفي (الإنجليزية)
- باري باركلي على موقع قاعدة بيانات الفيلم (الإنجليزية)
- باري باركلي على موقع كينوبويسك (الروسية)